# Тимошкино (Тороповский сельсовет)
Тимошкино — деревня в Бабаевском районе Вологодской области.
Входит в состав Тороповского сельского поселения, с точки зрения административно-территориального деления — в Тороповский сельсовет.
Расстояние по автодороге до районного центра Бабаево составляет 31 км, до центра муниципального образования деревни Торопово — 5 км. Ближайшие населённые пункты — Вантеево, Ворохобино, Ярцево.
Население по данным переписи 2002 года — 11 человек.